# 小1の壁
小1の壁（しょういちのかべ）とは、共働き家庭や一人親家庭において、子どもが保育園から小学校に入学した際、保育園に預けていた時には実現できていた仕事と子育ての両立が難しくなることを指す言葉である。
一般的に、保育園の開所時間は11時間で、朝は午前7時～7時30分に預かりを開始する。しかし、小学校は午前7時30分～8時に登校する場合が多い。また、保育園では延長保育があるところも多いが、小学校に進学すると公的な学童保育は18時～18時30分で終わる場合が多い。
上記のギャップにより、親は子どもを置いて出勤したり、働き方・仕事を変える必要性に迫られたりする。また、子どもは一人で過ごす状況が多くなり、危険に巻き込まれる可能性がある。
対策として、在宅勤務の選択や民間学童保育の活用、子育て世帯同士間の連携が挙げられる。